# Euryeidon
Genre
Euryeidon est un genre d'araignées aranéomorphes de la famille des Zodariidae.

## Distribution
Les espèces de ce genre se rencontrent en Thaïlande et en Chine.

## Liste des espèces
Selon World Spider Catalog (version 24.5, 11/09/2023) :
- Euryeidon anthonyi Dankittipakul & Jocqué, 2004
- Euryeidon consideratum Dankittipakul & Jocqué, 2004
- Euryeidon dian Lu & Li, 2023
- Euryeidon monticola Dankittipakul & Jocqué, 2004
- Euryeidon musicum Dankittipakul & Jocqué, 2004
- Euryeidon schwendingeri Dankittipakul & Jocqué, 2004
- Euryeidon sonthichaiae Dankittipakul & Jocqué, 2004

## Systématique et taxinomie
Ce genre a été décrit par Dankittipakul et Jocqué en 2004 dans les Zodariidae.

## Publication originale
- Dankittipakul & Jocqué, 2004 : « Two new genera of Zodariidae (Araneae) from Southeast Asia. » Revue suisse de Zoologie, vol. 111, no 4, p. 749-784 (texte intégral).